# سيهوجو غرين
سيهوجو غرين (بالإنجليزية: Sihugo Green)‏ مواليد 20 أغسطس 1933 في نيويورك - الوفاة 04 أكتوبر 1980، كان لاعب كرة سلة أمريكي. بدأ مسيرته الاحترافية في سنة 1956. تم اختياره من قبل فريق سكرامنتو كينغز خلال الدرافت. بلغ طوله 6 قدم 2 بوصة (1.9 م). اعتزل اللعب في 1967.

## المسيرة الاحترافية
لعب مع سكرامنتو كينغز في موسم 1956–1957، ثم لعب مع سكرامنتو كينغز في موسم 1958–1959، ثم لعب مع أتلانتا هوكس من سنة 1958 إلى 1962، ثم لعب مع واشنطن ويزاردز من سنة 1961 إلى 1965، ثم لعب مع بوسطن سيلتكس في سنة 1965.

## روابط خارجية
- سيهوجو غرين على موقع IMDb (الإنجليزية)
- سيهوجو غرين على موقع إن بي أي (الإنجليزية)
- سيهوجو غرين على موقع سبورتس رفرنس (الإنجليزية)
- سيهوجو غرين على موقع كلية كرة السلة في سبورتس رفرنس.كوم (الإنجليزية)
- سيهوجو غرين على موقع ريلجم (الإنجليزية)
- سيهوجو غرين على موقع بروبوليرز (الإنجليزية)